# Степановка (Альшеєвський район)
Степа́новка (рос. Степановка, башк. Бывш (Симоновка)) — присілок у складі Альшеєвського району Башкортостану, Росія. Входить до складу Воздвиженської сільської ради.
Населення — 34 особи (2010; 51 в 2002).
Національний склад:
- росіяни — 57 %